# Clubiona silvestris
Clubiona silvestris is een spinnensoort uit de familie  struikzakspinnen (Clubionidae). De soort komt voor in Borneo.